# 朴哲民 (演員)
朴哲民（韓語：박철민，1967年1月18日—），韓國男演員。

## 演出作品

### 電視劇
- 2004年：MBC《說你愛我》
- 2004年：SBS《不滅的李舜臣》飾演 金浣
- 2005年：SBS《春日》
- 2005年：SBS《露露公主》飾演 文司機
- 2007年：SBS《為愛瘋狂》飾演 酒吧老闆
- 2007年：MBC《Ground Zero》飾演 劉東善
- 2007年：MBC《New Heart》飾演 裴大路
- 2008年：MBC《每天夜晚》飾演 文化遺產搜查員
- 2008年：MBC《貝多芬病毒》飾演 裴勇基
- 2009年：MBC《一枝梅歸來》飾演 王橫步
- 2009年：KBS《夥伴們》飾演 邊恆盧
- 2009年：MBC《向大地頭球》飾演 洪尚滿
- 2010年：MBC《還想結婚的女子》
- 2010年：KBS《富翁的誕生》飾演 Captain
- 2010年：KBS《成均館緋聞》飾演 朝廷官員
- 2010年：SBS《雅典娜：戰爭女神》飾演 正宇的犯罪嫌疑人
- 2011年：KBS《童顏美女》飾演 善男
- 2011年：SBS《武士白東修》飾演 人
- 2012年：SBS《傻瓜媽媽》飾演 金大英
- 2013年：MBC《龜巖許浚》飾演 具一書
- 2014年：KBS《感激時代：鬪神的誕生》飾演 火熊
- 2014年：KBS《Drama Special－好漂亮！吳萬福》飾演 吳達成
- 2014年：MBC《Hotel King》飾演 張浩日
- 2014年：JTBC《下女們》飾演 許應展
- 2015年：tvN《泡泡糖》飾演 金俊赫
- 2015年：MBC every1《想像貓》飾演 馬主任
- 2016年：SBS《回來吧大叔》飾演 馬部長
- 2016年：SBS《Mrs. Cop 2》
- 2016年：JTBC《魔女寶鑑》飾演 徐應參
- 2016年：KBS《雲畫的月光》飾演 金義教
- 2016年：KBS《Drama Special－微笑失格》
- 2017年：MBC《君主－假面的主人》飾演 禹步
- 2017年：SBS《偶像大師.KR》飾演 申民哲
- 2017年：KBS《學校2017》飾演 朴明德
- 2017年：tvN《卞赫的愛情》飾演 金社長
- 2018年：MBC《秘密與謊言》飾演 尹昌秀
- 2018年：Netflix《心靈的聲音：Reboot》飾演 崔愛鳳的爸爸
- 2019年：tvN《會讀心術的那小子》飾演 南大南
- 2019年：MBN《優雅的家》飾演 金富基
- 2019年：KBS《朝鮮浪漫喜劇–綠豆傳》飾演 公公
- 2020年：KBS《不管誰說什麼》飾演 韓財秀
- 2021年：KBS《你好？是我！》飾演 羅英圭
- 2021年：KBS《五月的青春》飾演 崔炳傑
- 2021年：TVING《正在書寫你的命運》飾演 鄭昌萬
- 2022年：ENA《高斯電子公司》飾演 車娜萊的父親（特別出演）
- 2022年：tvN《Ghost Doctor》飾演 潘泰植
- 2022年：SBS《Again My Life》飾演 金燦盛
- 2023年：JTBC《車貞淑醫生》飾演 尹泰植
- 2023年：MBC《天空的因緣》飾演 哲秀（特別演出）
- 2023年：KBS《為你心動》飾演 朱管家（特別出演）
- 2024年：MBC《勇敢無雙龍水晶》飾演 龍狀元
- 2025年：JTBC《健將聯盟》飾演 金金南

### 電影
- 2000年：《春香傳》
- 2000年：《發財不用本錢!》
- 2000年：《色情男女》
- 2002年：《醉畫仙》
- 2004年：《木埔是港口》
- 2004年：《孟父三遷之教》
- 2005年：《血之淚》
- 2006年：《九尾狐家族》
- 2006年：《走向秋天》
- 2006年：《誰上我的床（朝鲜语：누가 그녀와 잤을까?）》飾演 安道民
- 2007年：《PK.金武門》
- 2007年：《華麗的假期》
- 2007年：《挖人行動》
- 2008年：《我的新拍檔》
- 2009年：《美味戀歌》
- 2009年：《第四課時推理領域》
- 2009年：《吻我，殺我》
- 2010年：《大鼻子情聖：戀愛操作團》
- 2011年：《危險的相見禮》
- 2011年：《奇怪的客人們》
- 2011年：《7號禁地》
- 2011年：《鬥志》
- 2011年：《看不見的愛》
- 2011年：《偶像先生》
- 2011年：《我的見鬼女友》
- 2012年：《朝韓夢之隊》
- 2012年：《後宮：帝王之妾》
- 2012年：
- 2012年：《音癡診所》
- 2012年：
- 2013年：《蒙太奇》
- 2013年：《The Hero》
- 2013年：《No Breathing》
- 2013年：《AM 11:00》
- 2013年：《偷心賊》
- 2014年：《另一個約定》
- 2014年：《Monster》
- 2014年：《海賊：汪洋爭霸》
- 2014年：《隱秘的誘惑》
- 2015年：《朝鮮魔術師》
- 2016年：《Hiya》
- 2016年：
- 2016年：《Curtain Call》
- 2016年：《沒有愛》
- 2017年：《再審》飾演 黃課長
- 2017年：《一級機密》
- 2017年：《逆謀－叛亂的時代》
- 2017年：《I Can Speak》
- 2018年：《回來吧，釜山港之愛》
- 2018年：《準備》
- 2018年：《背叛的薔薇》
- 2019年：《我的特級兄弟》飾演 宋主事
- 2019年：《涯月（朝鲜语：애월）》飾演 韓醫師
- 2019年：《社会人（朝鲜语：사회인）》饰演 金南重
- 2020年：《明明會說話》飾演 巴士司機（特別出演）
- 2020年：《翻供》饰演 黄方荣
- 2020年：《說唱藝人（朝鲜语：소리꾼）》飾演 大峯
- 2020年：《邻居（朝鲜语：이웃사촌）》饰演 闵卢国（特别出演）
- 2021年：《韩国街舞少年事件（朝鲜语：턴: 더 스트릿）》饰演 会长
- 2021年：《酸酸甜甜愛上你》饰演 总管组长
- 2021年：《奇蹟：給總統的一封信》饰演 永州站站长
- 2021年：《泰壹》饰演 裁剪师
- 2023年：《少年们》饰演 搜查科长
- 2024年：《回到1997》饰演 僧人（特别出演）[1]
- 2024年：《殊死追踪》饰演 首尔组长（特别出演）

### 動畫
- 2011年：《走出院子的母雞》

## 綜藝節目
- 2017年：SBS 《叢林的法則》 紐西蘭篇(上)

## 獲獎
- 2008年：MBC演技大賞－配角部門 黃金演技獎

1. ↑  . 텐아시아. 2024-02-20  [2024-02-20]. （原始内容存档于2024-02-20） （韩语）.